# Julius Obermeier
Julius Obermeier (geboren am 11. Oktober 1867 in Bamberg; gestorben am 14. April 1936 in Kronach) war ein deutscher Kaufmann.

## Leben und Wirken

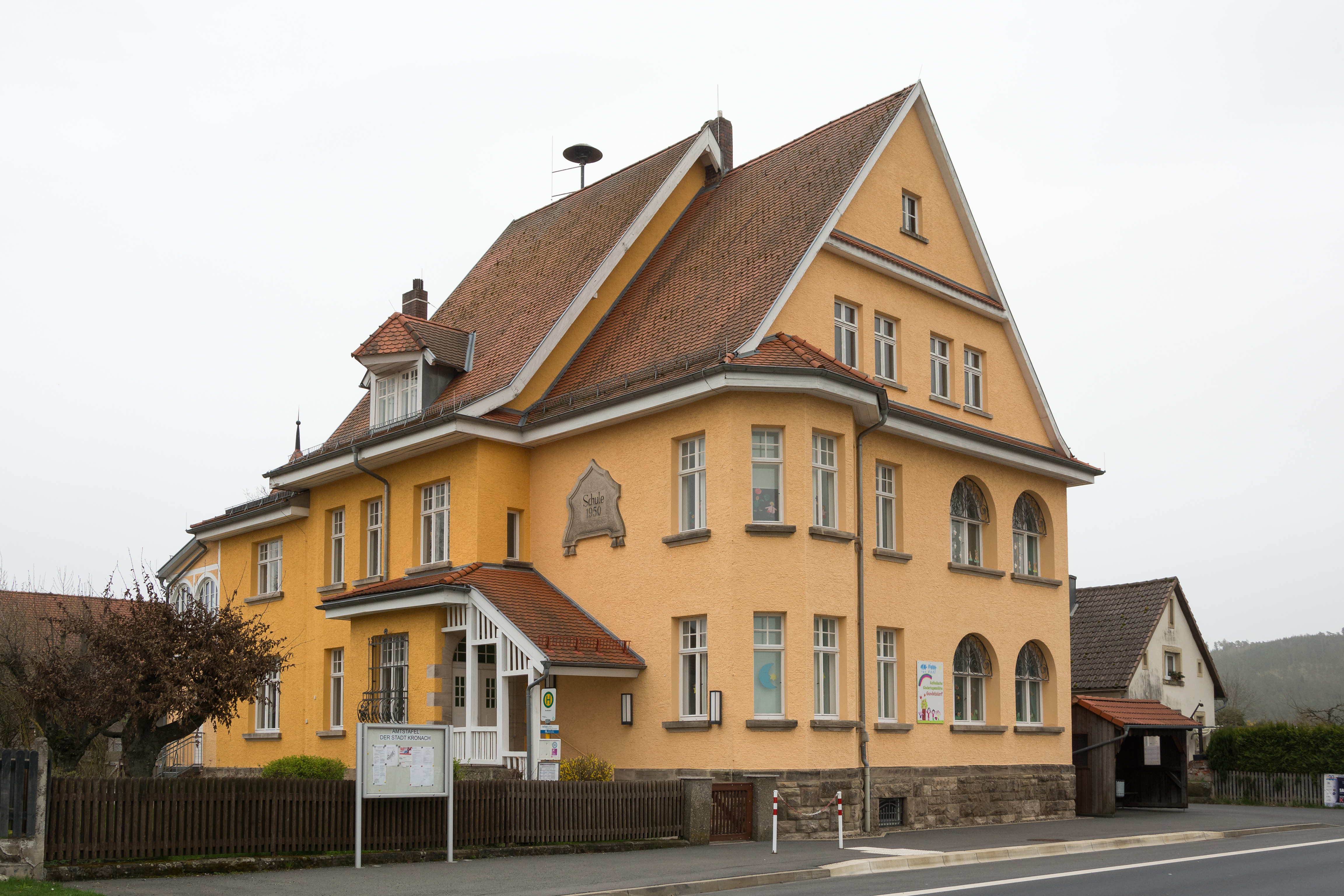
Ehemalige Villa Obermeier in Gundelsdorf, heute Kindergarten

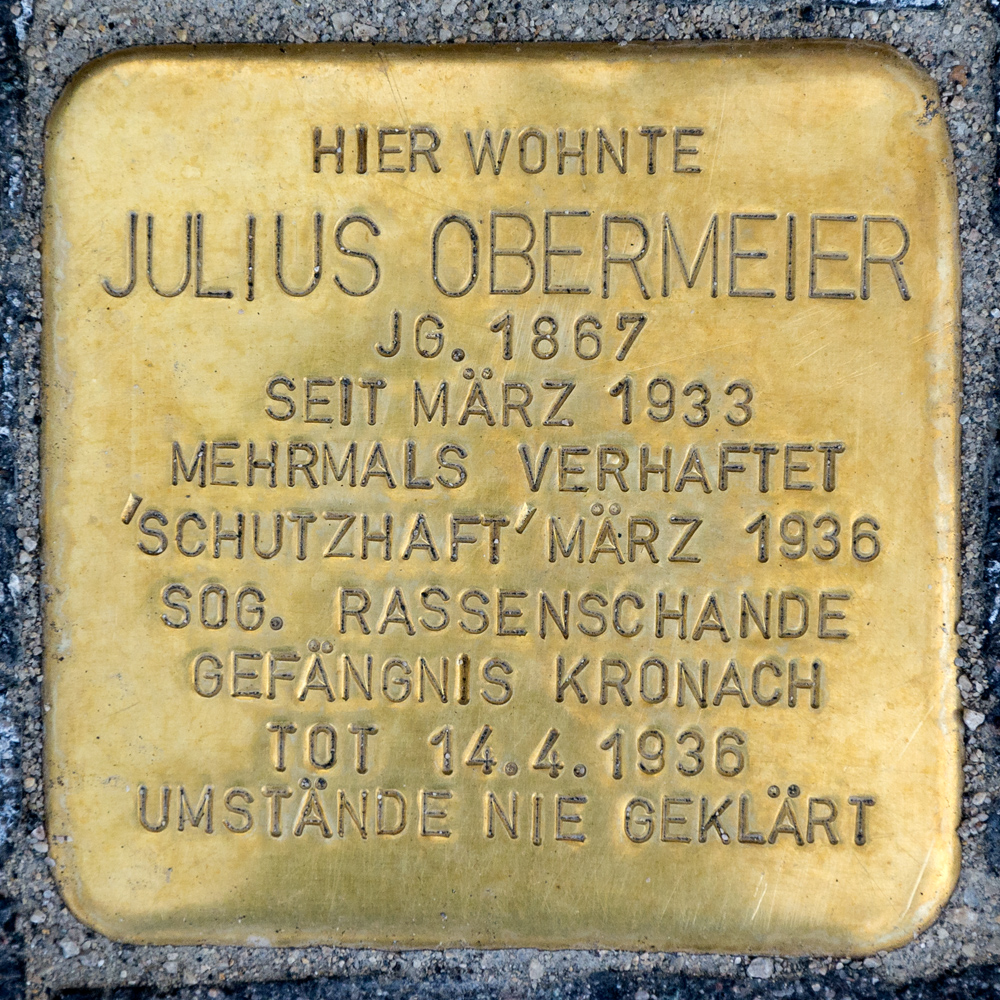
Stolperstein für Julius Obermeier

Julius Obermeier kam als Sohn des jüdischen Kaufmanns David Obermeier und dessen Ehefrau Cäcilia, geborene Morgenroth, in Bamberg zur Welt. Dort heiratete er 1894 die fast 15 Jahre ältere Witwe Marie Margaretha Dessauer, geborene Kellermann.
Im Jahr 1898 erwarb Obermeier im oberfränkischen Gundelsdorf – seit 1978 ein Gemeindeteil der Stadt Kronach – eine Ziegelei, die er als Dank an seine Frau, die das notwendige Kapital in die Ehe eingebracht hatte, „Marie“ nannte. Er erweiterte die Dampfziegelei in den folgenden Jahren stark, sodass sich diese trotz mehrerer Rückschläge zu einem der wichtigsten Arbeitgeber für Gundelsdorf und die benachbarten Orte Glosberg und Reitsch entwickelte und großen Anteil am wirtschaftlichen Aufschwung der Gemeinde hatte. Da die Ziegelproduktion im Ersten Weltkrieg aufgrund fehlender männlicher Arbeitskräfte nicht möglich war, stellte Obermeier während dieser Zeit auf die von Frauen durchgeführte Herstellung von Geschosskörben um.
Das Ehepaar Obermeier zog 1910 in eine neu erbaute repräsentative Villa in Gundelsdorf, die heute als Kindergarten dient. Obwohl Julius Obermeier formell Mitglied der jüdischen Gemeinde in Kronach war, nahm er am dortigen Gemeindeleben offenbar nur wenig teil. Viel stärker waren die kinderlosen Eheleute in das Gemeindeleben von Gundelsdorf und der umliegenden Orte eingebunden. So setzten sich Obermeier und seine Frau, die protestantischen Glaubens war, etwa für den Bau einer Kapelle für die Gefallenen des Weltkrieges in Gundelsdorf ein oder spendeten für die Renovierung und Erweiterung der Kirche in Burggrub und den Bau der Kirche in Haig. Bei der Belegschaft der Ziegelei genossen beide hohe Wertschätzung. Am 21. Oktober 1928 verstarb Marie Obermeier im Alter von 75 Jahren.
Wenige Tage nach der „Machtergreifung“ der Nationalsozialisten wurde Julius Obermeier am 16. März 1933 erstmals verhaftet. Bereits einen Monat später wurde er erneut in „Schutzhaft“ genommen und mehrere Tage lang in Kronach und Bayreuth festgehalten. Die Verhaftungen hatten wohl keine reale Grundlage, sondern dienten lediglich der Einschüchterung des jüdischen Geschäftsmanns. Wenig später wurde Obermeier unter dem Vorwurf der Steuerhinterziehung erneut inhaftiert. Aufgrund der immer stärker werdenden Repressalien überführte er sein Unternehmen im Jahr 1934 in eine GmbH und zog sich aus der Geschäftsführung zurück.
Nach dem Inkrafttreten der Nürnberger Rassengesetze im September 1935 wurde Julius Obermeier Anfang März 1936 unter dem Vorwurf der „Rassenschande“ erneut verhaftet, da ihm eine jahrelange Beziehung zu einer verheirateten, „arischen“ Kronacherin nachgesagt wurde. Am 14. April 1936 starb der 68-jährige Obermeier in seiner Zelle im Amtsgerichtsgefängnis in Kronach. Die genauen Umstände seines Todes sind unklar. Offiziell wurde ein Herzleiden als Todesursache angegeben, wahrscheinlich ist jedoch, dass Obermeier an den Folgen von Misshandlungen starb. Wenige Tage später wurde der Leichnam in einem Krematorium in Coburg verbrannt, obwohl die Feuerbestattung im Judentum nicht gestattet ist. Möglicherweise sollten so Spuren der Misshandlungen beseitigt werden. Die Urne Obermeiers wurde auf dem jüdischen Friedhof in Bamberg beigesetzt.
In den letzten Jahren des Zweiten Weltkriegs wurde auf dem Gelände der Dampfziegelei Marie ein Außenlager des Konzentrationslagers Flossenbürg errichtet.
Am 16. Juli 2022 wurde zum Gedenken an Julius Obermeier ein Stolperstein vor der ehemaligen Villa Obermeier in Gundelsdorf verlegt.